# Stadion na Banovom brdu
Das Stadion na Banovom brdu (serbisch-kyrillisch Стадион на Бановом брду; serbisch für „Stadion am Banovo brdo“ bzw. „Bans-Hügel“) ist ein „reines“ Fußballstadion und Heimstätte des FK Čukarički, einem serbischen Fußballverein aus Banovo brdo, einem Ortsteil im Belgrader Stadtbezirks Čukarica, dessen Kapazität gegenwärtig 4.070 Sitzplätze beträgt.

## Geschichte
Im Sommer 2012 begann die Renovierung des 1969 erbauten Stadions und des Vereinsgeländes, wodurch unter anderem die Osttribüne neue Sitzplätze erhielt. In unmittelbarer Nähe wurde ein Trainingsgelände mit zwei Hilfsplätzen errichtet, die beide mit Kunstrasen belegt sind. Ein Platz wurde mit den von der UEFA vorgeschriebenen Dimensionen gebaut und ist mit mehreren Sitzreihen auf einer Seite ausgestattet. Dort werden die Heimspiele der Jugendmannschaften ausgetragen, während der andere als Kleinfeld für die E- und F-Jugend dient. Daneben wurden eine neue Westtribüne errichtet und die Parkplätze, Logen und Umkleideräume renoviert. Im August 2013 wurden zudem neue Flutlichter mit einer Stärke von 1400 Lux installiert.

## Zukünftige Entwicklungen
Am Stadion sind weitere Umbauten geplant, um so den vom Fudbalski savez Srbije (FSS), dem Serbischen Fußball-Bund, und den von der FIFA bzw. UEFA vorgegebenen Sicherheitsstandards für nationale und internationale Fußballveranstaltungen sowie dem UEFA-Stadioninfrastruktur-Reglement gerecht zu werden. So ist der Ausbau der Westtribüne und die Überdachung der Osttribüne vorgesehen, nachdem das Stadion schließlich 8.000 Sitzplätze bieten soll. Des Weiteren sind unter der Osttribüne der Bau einer Geschäftsstelle geplant und in unmittelbarer Nähe die Errichtung von Apartments für die Spieler.